# 기누가와 유료 도로

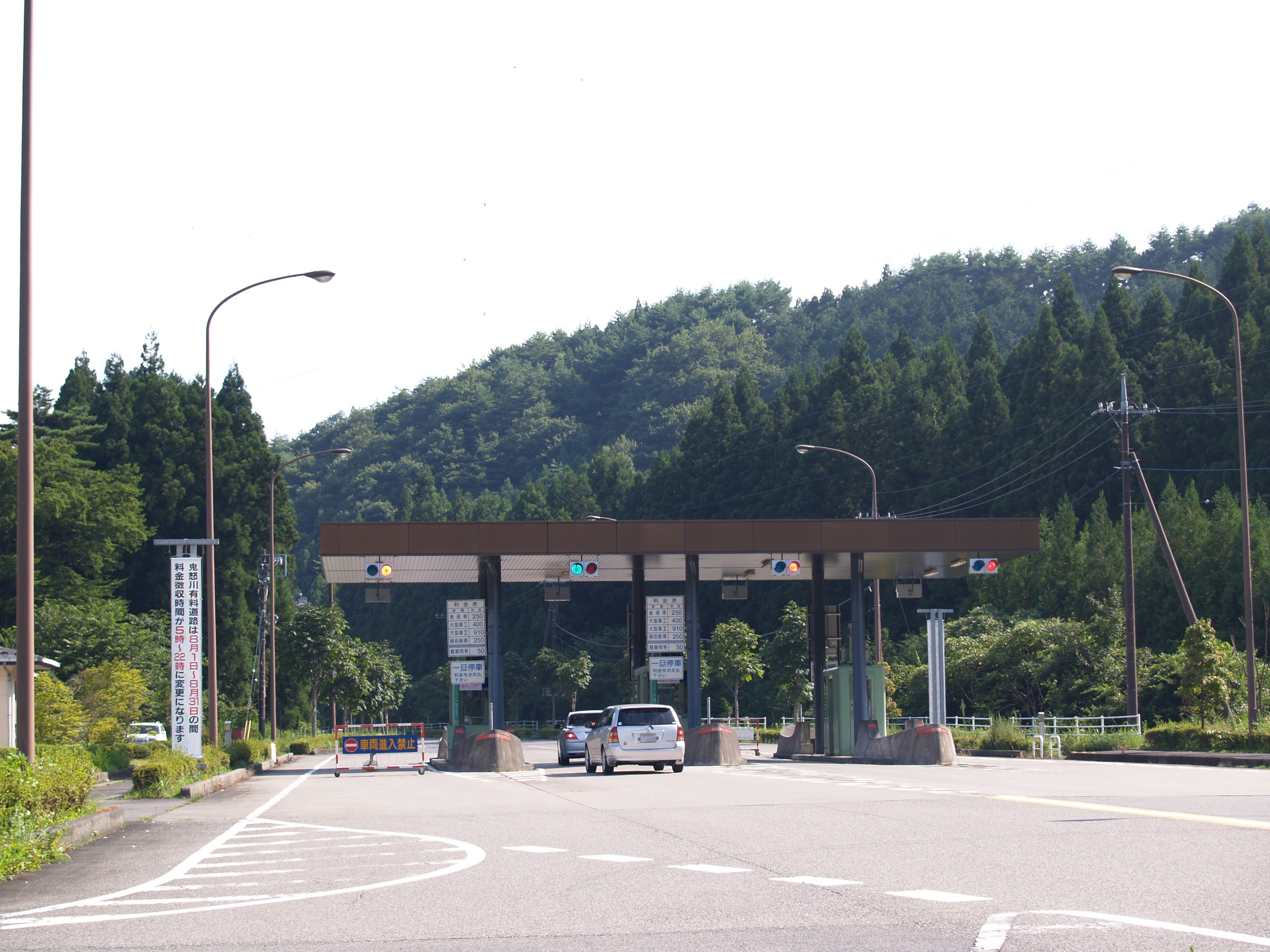
요금소 전경 (2010년 8월)

기누가와 유료 도로(일본어: 鬼怒川有料道路)는 일본 도치기현 닛코시 기누가와온센타키에서 같은 시의 고사고에까지 이어주는 총 연장 1.7 km의 유료도로(국도 제121호선 전용 바이패스)이다. 도치기현 도로공사에 의해 관리되어 있는 상태이다.

## 연혁
- 1992년 10월 : 정식으로 개통됨.